# Метод Кранца — Шардина
Метод Кранца — Шардина (высокочастотная искровая камера Кранца — Шардина) — способ высокоскоростной киносъёмки быстропротекающих процессов. Назван по именам создателей метода и аппаратуры — немецких баллистиков Карла Кранца и Губерта Шардина. Созданная в 1929 году Кранцем и Шардиным высокочастотная искровая камера (нем. Funkenzeitlupenkamera) позволяла получать 24 изображения при частоте съёмки до 5 МГц.
С помощью этой специализированной камеры впервые были получены на неподвижной фотопластинке чёткие оптические изображения при освещении события отдельными, распределенными в пространстве искровыми разрядами. Таким образом, впервые появилась возможность наблюдения за динамическими процессами, например изучение траектории полета пули, процессов пробивания брони, детонации взрывчатых веществ и процессов разрушения хрупких материалов, начало систематического инструментального исследования которых было положено Технической академией ВВС в конце 1930-х годов. Высокочастотная искровая камера находит применение и в наши дни.

## Принцип действия

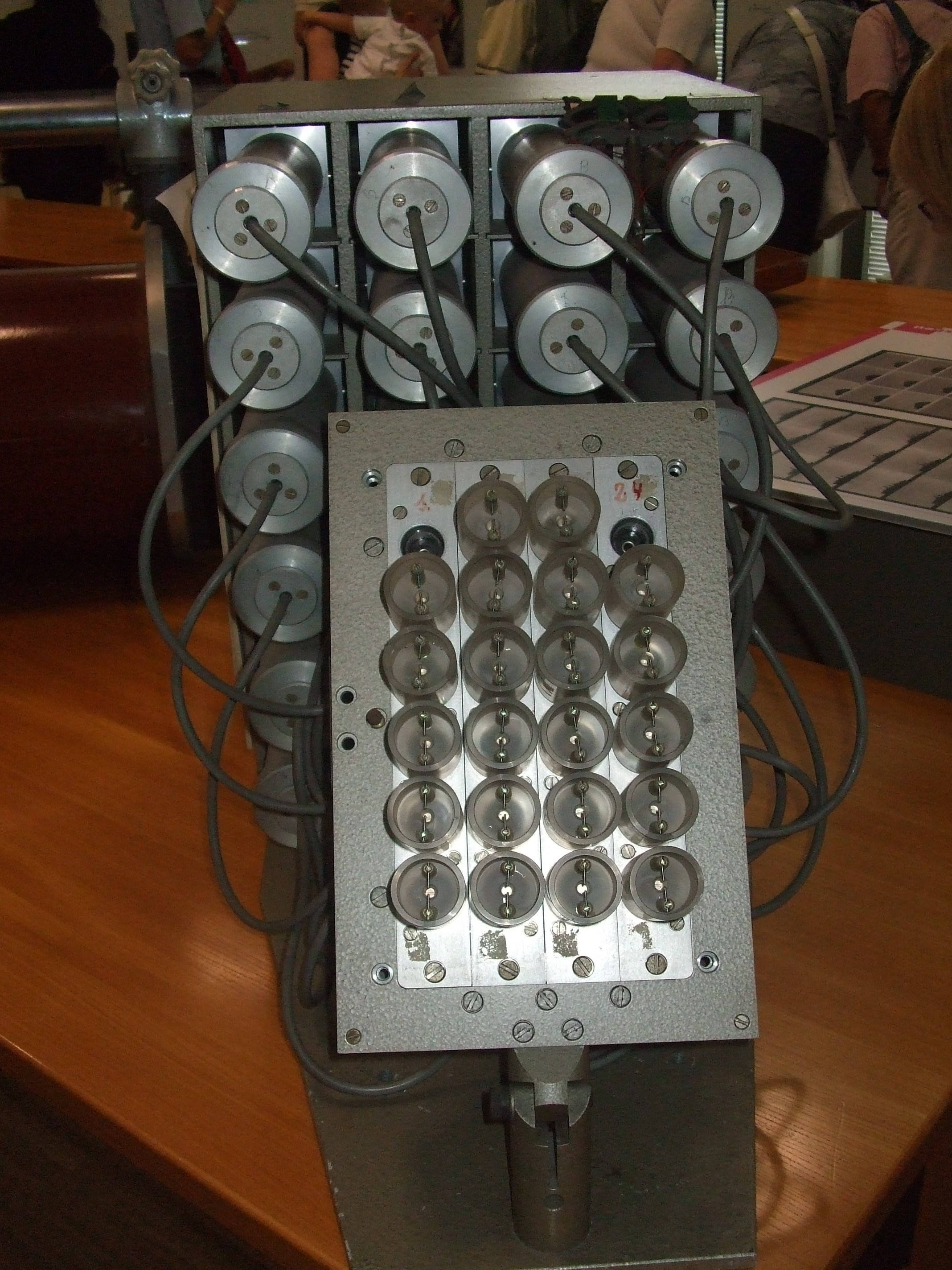
Фотоосветитель или искровая головка с 24 искровыми разрядниками (на снимке два демонтированы)

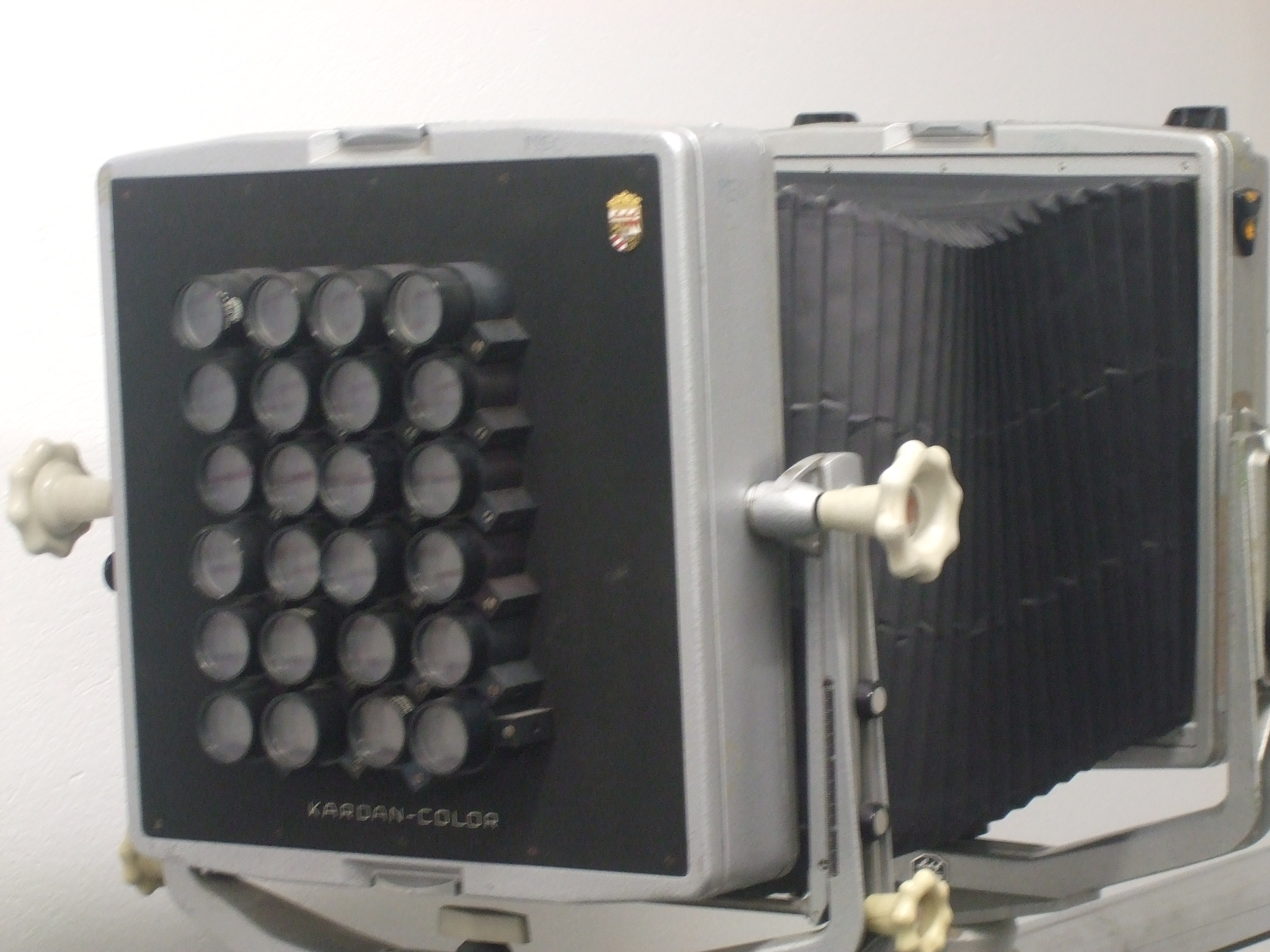
Камера с 24 объективами

Камера состоит, с одной стороны, из искровой головки с 24 искровыми разрядниками, генерирующей 24 разряда и служащей импульсным источником света, и, с другой стороны, из собственно камеры с 24 объективами (двадцать четыре камеры на одну экспозицию). Искровая головка и камера располагаются напротив друг друга. Световой луч от искрового разряда направляется на объектив, с помощью которого он, после падения на объект, фокусируется точно в камеру.
Генерирование искровых разрядов, следующих очень быстро, происходит со смещением во времени, при этом каждый разряд обеспечивает получение одного снимка. Таким образом получают серию из 24 снимков. Очень короткое время экспозиции и точная регулировка интервалов между искровыми разрядами позволяют получать чрезвычайно резкие изображения при частоте съемки до 5 МГц (5 млн кадров в секунду). Так в одном из экспериментов, проводившемся Институтом баллистики в 1939 г., исследовались процессы развития детонации при подрыве заряда тетрила массой два грамма. Регистрация процесса осуществлялась искровой камерой Кранца — Шардина с частотой 220 тыс. кадров/с.
В целом создание подобного инструмента регистрации быстропротекающих процессов положило начало изучению ряда динамических процессов, непосредственно связанных с баллистикой, и имеющих военное применение, что, в конечном итоге, привело к созданию перспективных образцов вооружения.
Камеры этого типа применяются и в настоящее время. Достоинством камер такого типа является высокое разрешение оптической записи на фотопластинку (по состоянию на конец 2000-х годов — 10 Гбайт), наряду с относительно высокой частотой съемки, составляющей несколько МГц.